# Hanna Ruljowa
Hanna Ruljowa Zarycka (ur. 8 czerwca 1986 w Zaporożu) – ukraińska koszykarka występująca na pozycji silnej skrzydłowej, reprezentantka kraju.

## Osiągnięcia
Stan na 4 marca 2018, na podstawie, o ile nie zaznaczono inaczej.
Drużynowe
- Mistrzyni:
  - Eurocup (2011)
  - Kazachstanu (2010, 2017)
- Wicemistrzyni Kazachstanu (2013, 2014, 2016)
- Zdobywczyni pucharu:
  - Cypru (2009)
  - Izraela (2011)
- Finalistka superpucharu Polski (2007)

Indywidualne
(* – oznacza nagrody przyznane przez portale eurobasket.com, asiabasket.com)
- MVP ligi kazachskiej (2017)*
- Środkowa roku ligi kazachskiej (2017)*
- Najlepsza*:
  - nowo-przybyła zawodniczka ukraińskiej ligi UBL (2009)
  - zagraniczna zawodniczka ligi kazachskiej (2014)
- Defensywne zawodniczka roku UBL (2009)*
- Skrzydłowa roku*:
  - ligi kazachskiej (2014)
  - ukraińskiej Higher League (2014)
- Zaliczona do*:
  - I składu:
    - ligi kazachskiej (2013, 2014, 2017)
    - UBL (2009)
    - Higher League (2014)
    - defensywnego UBL (2009)
    - najlepszych zawodniczek krajowych UBL (2009)

  - II składu:
    - EEWBL (2016)
    - ukraińskiej Higher League (2007)

  - składu honorable mention ligi:
    - cypryjskiej (2009)
    - UPBL (2011)

Reprezentacja
- Uczestniczka:
  - mistrzostw Europy:
    - 2009 – 13. miejsce, 2013 – 13. miejsce
    - U–20 (2005 – 7. miejsce, 2006 – 13. miejsce)
    - U–18 (2004 – 7. miejsce)

  - kwalifikacji do mistrzostw Europy:
    - 2009, 2013, 2015, 2017
    - U–20 (2004)